# 氏原ワタル
氏原 ワタル（うじはら わたる、1977年3月4日 - ）は長崎県南島原市出身のシンガーソングライター。

## 概要
- 2003年、赤塚ヤスシ、森田ケーサクと福岡県でDOESを結成。
- 2006年、DOESがシングル『明日は来るのか』でメジャーデビュー。
- 2010年、アルバム『MODERN AGE』で自らジャケットに登場。
- 2016年9月23日、DOESの活動を無期限で休止。
- 2017年、THE BUCKSを結成。
- 2017年4月14日、自身のtwitterで「氏原ワタル」から「氏原わたる」に改名を発表[1]。
- 2018年3月2日、名前を再び「氏原ワタル」に戻し、ソロアーティストとして活動していくことを発表[2]。
- 2018年11月9日 FLOWの楽曲「ONENESS」のミュージック・ビデオにゲスト参加した。
- 2020年1月1日 DOES活動再開。

## 楽曲制作
全ての作詞・作曲を担当し、作詞及び楽曲タイトルは一貫して日本語表記だけで、歌詞は縦型表記で行っている。テレビ東京系「銀魂」のオープニングとして起用された「曇天」及びTBS系「スーパーサッカー」のエンディングとして起用された「陽はまた昇る」については「（タイアップは）全然意識していない」「番組のスタッフが気に入ったので使ってくれた」とのこと。

## 作品

### 配信限定アルバム
1. W.U.（2018年3月2日）
  1. 死なないで (Acoustic)
  2. 水色夜風
  3. 三千世界
  4. 永遠のダンス
  5. ひとつよがり

### 楽曲提供
| 発売日        | タイトル                            | 収録曲                                                                                     | 備考                                   |
| ------------- | ----------------------------------- | ------------------------------------------------------------------------------------------ | -------------------------------------- |
| 2011年3月16日 | 栗山千明『CIRCUS』                  | ミライノ・ヒカリ                                                                           | 作詞・作曲                             |
| 2020年1月15日 | ニノミヤユイ『愛とか感情』          | わたしを離さないで                                                                         | 作詞・作曲                             |
| 2021年9月27日 | GYROAXIA『火花散ル』                | 火花散ル                                                                                   | 作詞・作曲・編曲                       |
| 2022年5月29日 | くノ一ツバキの胸の内 あかね組音楽集 | あかね組活動日誌 ～亥班～ / ドクダミ(川井田夏海)・アオギリ(小市眞琴)・シャクヤク(土屋李央) | 作曲（白戸佑輔との共作）・編曲         |
| 2022年9月14日 | 風神RIZING!『ピース!』              | SunRize ～黄金の太陽～                                                                     | 作詞・作曲・編曲（藤井健太郎との共作） |
| 2025年3月12日 | GYROAXIA『REVOLVER』                | 深淵のアルゴリズム                                                                         | 作詞・作曲・編曲                       |

## 主なライブ
- 2012年8月2日 - 裸の王様 wear.1
- 2014年11月22日 - Drop's アイスクリーム・シアター2
- 2016年11月27日 - Getting Better～20th Anniversary Party"ROCK THE BEST TOUR"～
佐々木亮介のゲスト
- 2017年1月31日 - NOT A FRIEND
- 2017年2月24日 - HOMEpresents「渋谷HOME9周年記念特別」
- 2017年4月28日 - Large House Satisfaction レコ発企画  "Z"
- 2017年5月28日 - 氏原わたるの弾き語りBAR Vol.2
- 2017年6月5日 - ビビビビ × 十音
- 2017年7月15日 - CCO 2MAN LIVE 「氏原わたる×富澤タク」
- 2017年9月29日 - SMILE Vol.2
- 2017年11月5日 - ファンダンゴ30周年記念～バブルバス編～
- 2018年3月6日 - やなモン PRESENTS 「サンキュー!やなモン!39歳生誕祭でラウドだモン!」
- 2018年5月19日 - 猪苗代野外音楽堂 音開き2018
- 2018年10月26日 - CLUB27 vol.Halloween2マンパーティ!
- 2019年1月27日 - 福岡天神サーキットフェスBURNS2018
- 2019年3月21日 - 251 presents アンプラウド
- 2019年4月20日 - 歌者-KASHA- vol.1
- 2019年9月25日 - ～ヨコチンレーベル・プレゼンツ～ 『東京30人弾き語り2019』
- 2019年10月6日 - 「歌者-kasha-vol2」
- 2020年2月2日 - 歌者-KASHA- vol.3
- 2020年2月2日 - 佐々木亮介の夜遊び天国 2020
- 2022年7月12日 - 氏原ワタル弾き語りツーマンライブ Laguna 14th Anniversary <Change gonna come>